# فاينس

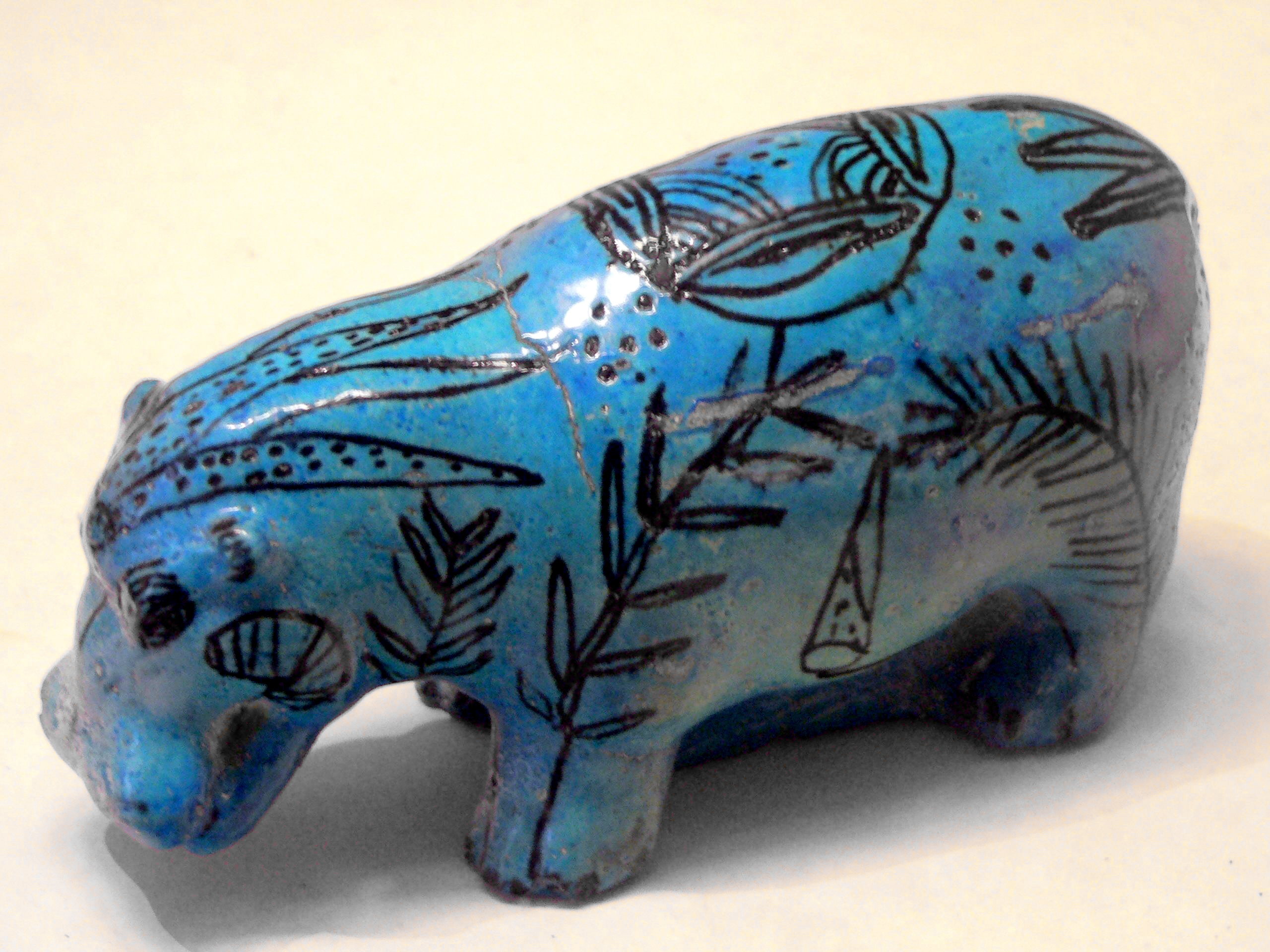
فاينس مصري. متحف اللوفر.

فاينس أو طِحنة (بالإنجليزية: Egyptian faience) هو نوع من الخزف كان يصنعه قدماء المصريين ويهتم به علماء الآثار المصرية القديمة. كان المصريون القدماء يستخدمونه في صناعة الحلي والأواني والتماثيل الصغيرة مثل تماثيل فرس النهر. تعددت ألوانه ولكن المصريين القدماء استطاعوا صناعة عدد كبير من درجات اللون الأخضر، كل منها له خلطة مخصوصة. تتكون خلطة الفاينس بنسبة 95% من رمل المرو (رمال بيضاء) ويخلط به نسبة أخرى من الطمي وأكاسيد معادن وجير ومواد قلوية. تطحن تلك المكونات جيداً ثم يشكل من عجينة يتم تشكيلها بحسب الرغبة، ثم تحرق في فرن بعد تغطيتها بطبقة رقيقة زجاجية خضراء تميل إلى الأزرق. كانت تلك الخلطة تستخدم كثيراً في صناعة القوارير والحلي وأوعية التجميل، بل أحياناً لتزيين جدران المعابد مثلما نجد في معبد هرم سقارة وغيرها، مثلما نستخدم اليوم القيشاني.
كان المصري القديم يستخدم في خلطة الفاينس (بالمصرية القديمة: طحنت) تغطية بخلطة زجاجية من أكسيد الرصاص أو أكسيد القصدير، تلك المواد هي التي تستخدم الآن في إيطاليا في مدينة شهيرة بصناعة الخزف واسمها فاينسا، وعلى اسم تلك المدينة الإيطالية قام علماء الآثار بتسمية مصنوعات قدماء المصريين من تلك المادة بأنها  فاينس.

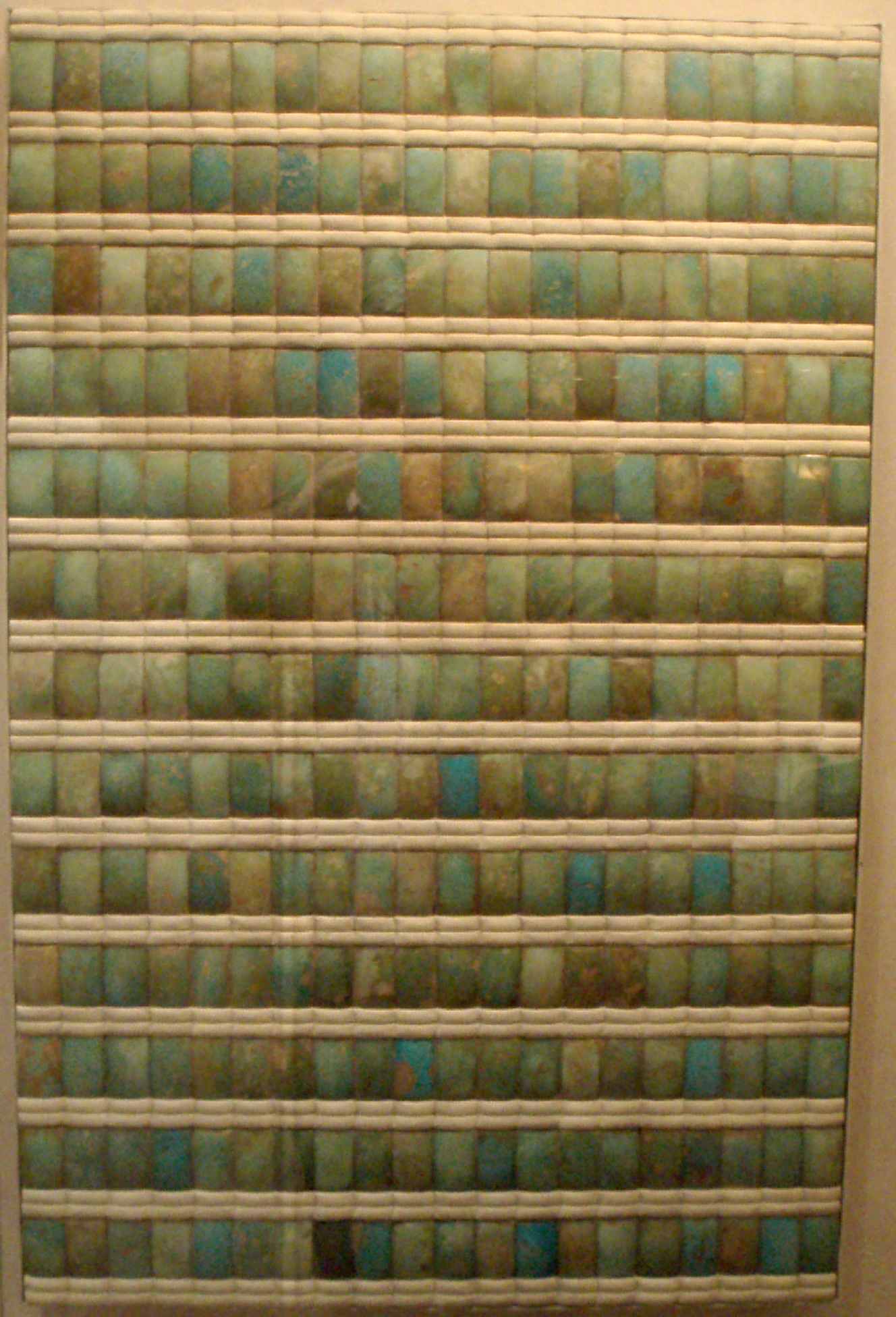
قطع فاينس أزرق من دهاليز هرم زوسر (بمتحف بوسطن للفنون الجميلة).

كانت مصنوعات الفاينس من حلي وقوارير زينة وأطباق ومزهريات وتماثيل صغيرة محببة جداً لدى قدماء المصريين مثلما وجد على سبيل المثال في مقبرة غا، وكانت تصنع منها أيضاً لعب أطفال.

## الاسم بالهيروغليفية

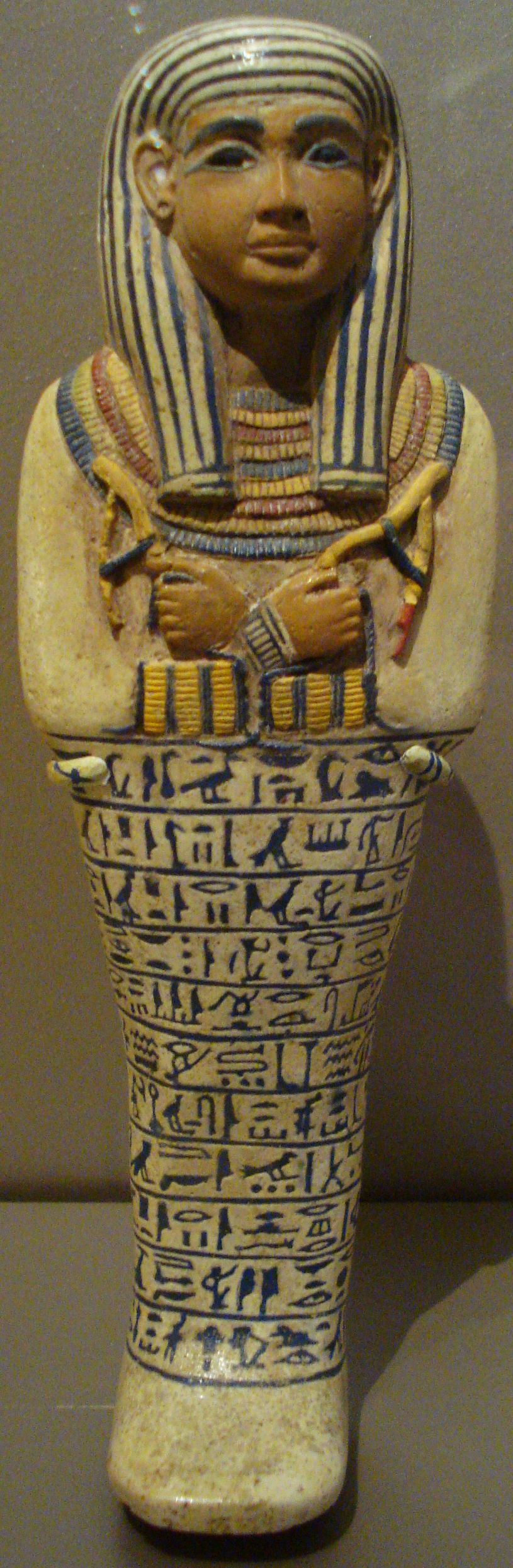
أوشبتي مصنوع من «طحنت»، من عهد أمنحتب الثالث، وجد في سقارة.

توجد طريقتان لكتابة «فاينس» (طحنت) بالهيروغليفية:

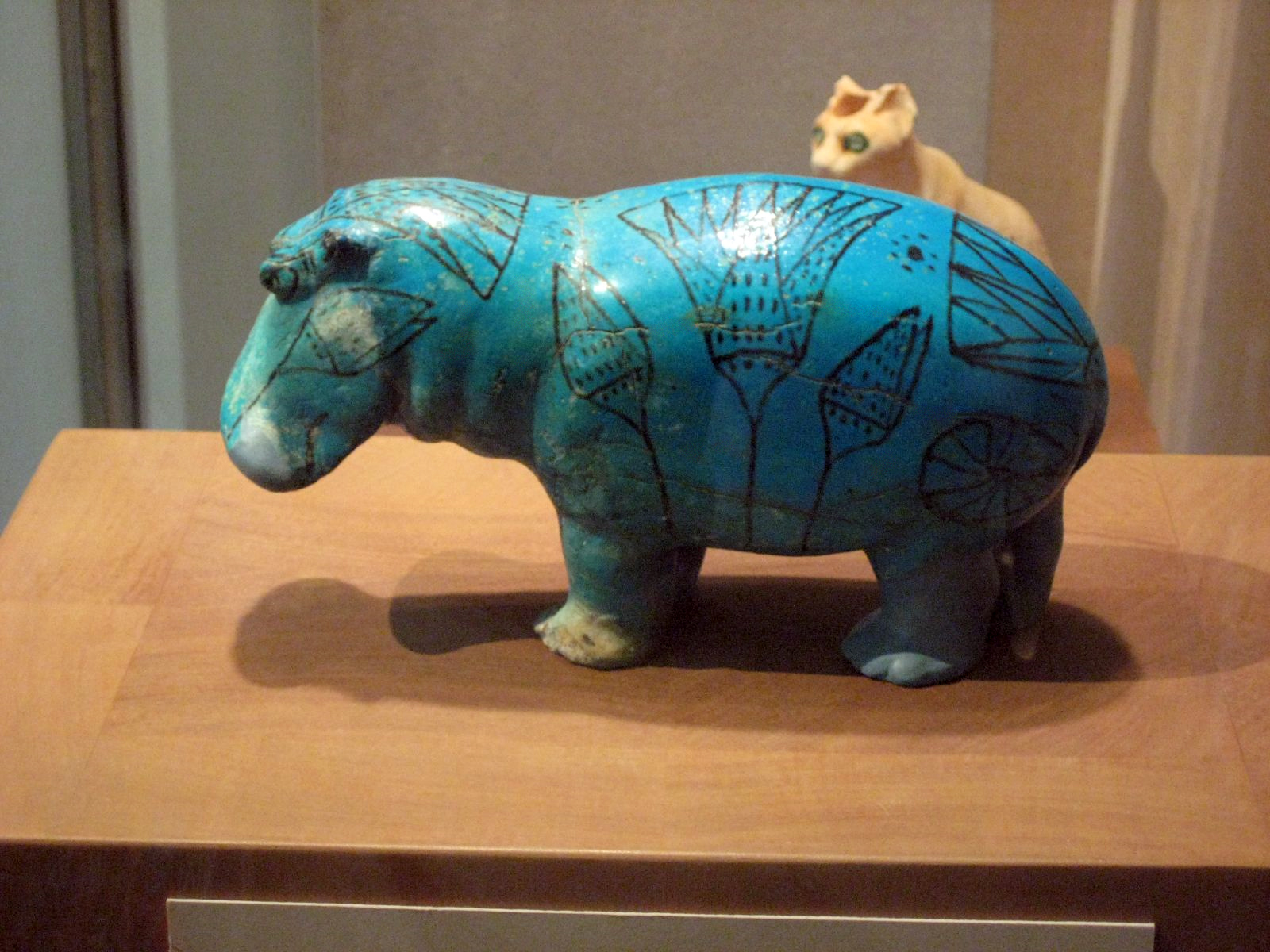

| V13 | V28 | S15 | N35 · X1 · N33A |

tjehenet 
 ṯḥnt
طحنت
أو بطريقة أخرى:
| U33 | V28 | N35 · X1 | S15 |

| tjehenet 
  طحنت

## التركيب الكيميائي
المادة الاساسية المستخدمة في الفاينس المصري هو الرمل الأبيض (رمل كوارتز) بنسبة 95% ، مضافا إليها قليل من طين الصلصال وأكاسيد معدنية والجير، وبعض من القلويات مثل الصودا والسيليكات والكالسيوم. وتبعا لكمية أكاسيد الحديد المضافة فيمكن إنتاج ألوان صفراء، أو برتقالي أو بنية أو خضراء مائلة إلى الأزرق. وبرع المصريون القدماء في هذا. وإذا كانت الحبيبات الأولية كبيرة نسبيا كانت المنتج هشا. وبغرض الحصول على منتج صلب كان لا بد من طحن المواد الأولية طحنا جيدا.
وابتكر المصري القديم الفاينس الزجاجي مند عهد الأسرة الثانية والعشرين، وهو نوع من «طحنت» بين خواص الزجاج وخواص السيراميك. كما عثر على أشكال لها بريق زجاجي لاحتوائها على الرصاص، كانت تصنع منها أواني وقوارير فازات مغطاة بتلك المادة الزجاجية.

## إنتاج

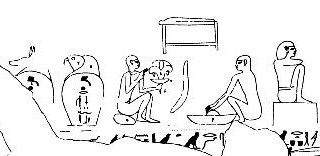
رسم من مقبرة "إبي" (TT36) لصناعة الفاينس «طحنت»، بطيبة (الأقصر اليوم).

### تجهيز المواد
مثلما في أنتاج الأواني الفخارية يخلط المخلوط المطحون جيدا بالماء لإعداد معجون قابل للتشكيل. ثم تشكل منها الأواني والأشكال المرغوب تشكيلها وتترك عدة ساعات لتجف. ثم تحرق في فرن عند حوالي 800 درجة مئوية، فتنتج منها منتجات ملبدة.
ويجهز مخلوط مادة زجاجية مكونة من الرمل والجير والصودا وأكسيد النحاس المطحونة جيدا، وتحرق في الفرن أيضا. تلك الخلطة تفتت بعد حرقها وتطحن جيدا ثم تخلط بالماء. تغطس الاشياء المشكلة المصنوعة سابقا في هذا المحلول أو يرش المحلول عليها، ثم تدخل الفرن عند درجة حرارة بين 650°-700 °C , لكي تتصلب عليها الطبقة الزجاجية.

### التشكيل

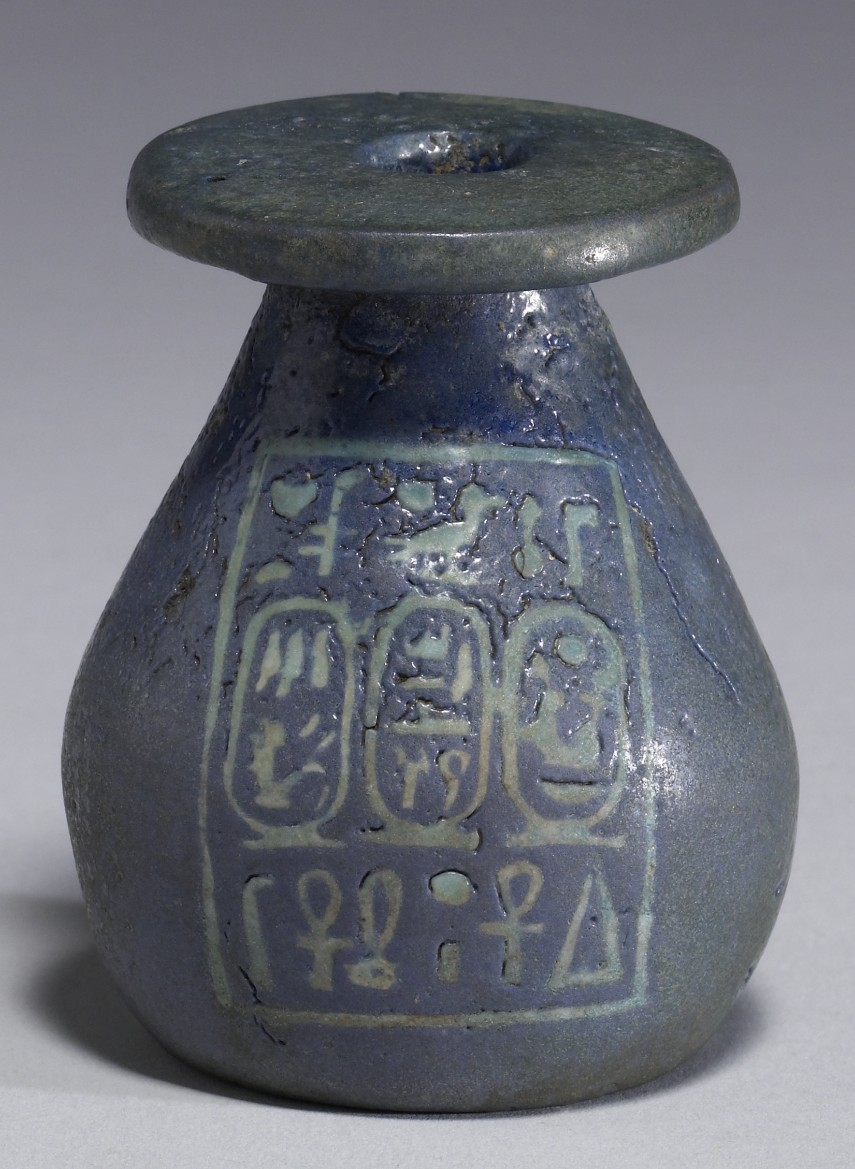
قارورة "طحنت" من عهد أمنحتب الثالث مستخدم فيها ألوان الكوبلت والنحاس .متحف بالتيمور.

كانت الأواني تشكل على المنضدة الدوارة مثلما في صناعة الأواني الفخارية ثم تترك لتجف ثم تحرق. واما الألواح المستخدمة في البناء فكانت تشكل باليد. ولإنتاج حلي أو أشكال مثقوبة استعان المصري القديم إما بسلك معدني أو بقطعة من فرع البسط عند إدخالها الفرن. كما أمكنهم صناعة القوالب وكانوا يستخدمون مادة فاصلة تفصل بين المنتج والقالب. كما قاموا بتصنيع منتجات كبيرة نسبيا باليد مثل صولجان واس أمنحتب الثاني الذي يبلغ طوله مترين., وتمثال الأسد الذي عثر عليه في قرية قنتير بالقرب من فاقوس بمصر الذي يبلغ طوله نحو 0,60 متر.
لصناعة تلك الأشياء الكبيرة كان المصري القديم يصنعها كأجزاء ويوصل بينها بأوتاد ثم يقوم بتغطيتها بالمخلول الزجاجي ويضعها في الفرن.
من النادر العثور على نقوش مصرية تبين صناعة «طحنت». ولكن عثر على بقايا لتلك المعامل التي تصنع فيها «طحنت» في أنحاء كثيرة في مصر، وكان أغلبها بالقرب من مقر فرعون أو من معبد مثل الملقطة والعمارنة وقنتير، ومنف، وأبيدوس. تلك البقايا المعثور عليها في هيئة المواد الأولية لصناعة الفاينس أو أدوات الإنتاج، أو قوالب أو نفايات، ولكن من النادر العثور على أفران.

### الزينة

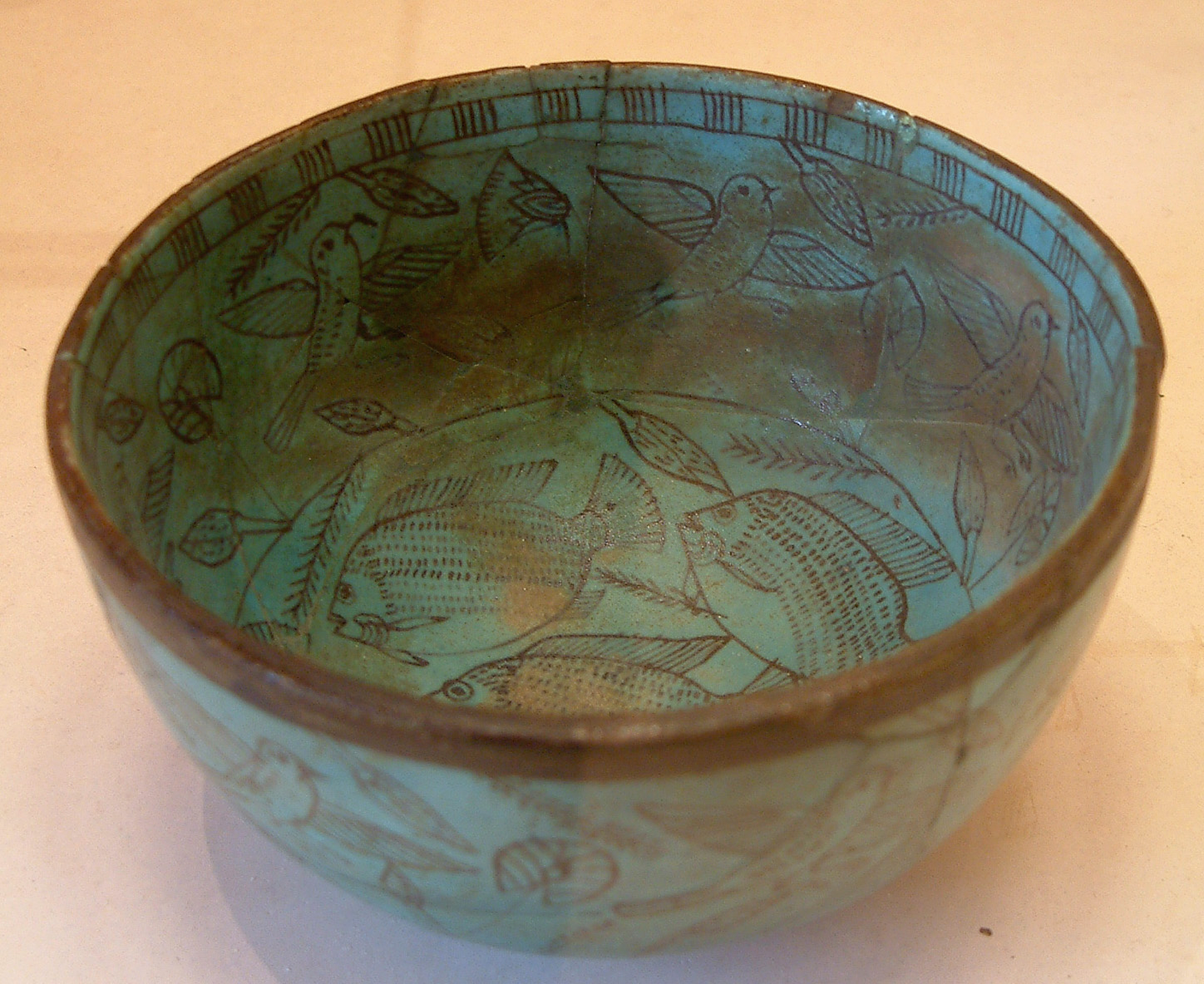
طاسة فيانس مزينة ، من متحف اللوفر.

كان لون المادة الزجاجية السطحية خضراء تميل إلى الأزرق، وكان هذا هو اللون المفضل لصناعة الطلاسم والتمائم عند قدماء المصريين. كما عثر على بعض منها بلون أزرق ناصع من عهد الدولة الوسطى وبدء الدولة الحديثة. ثم طهرت بعد ذلك ألوان أخرى. وفي العصر المتأخر غلب عليها اللون الأخضر القاتم وفي عهد اليوناني كان لونها أخضر.
كانت التزيينات البارزة والكتابات تلصق على الطبقة الزجاجية الرقيقة فبل حرقها. واستخدم المصري القديم فرشاة صغيرة لتلوينها بألوانا تحتوي على المنجنيز والكربون. وأمكنهم بذلك يزيين الأشياء بأشكال النباتات والأسماك والطيور وغيرها. كما قاموا بتزيين أشكال فرس النهر والفازات وأكواب الشرب في عهد الدولة الحديثة.
كما استطاعوا إضافة ألوان فوق ألوان: في البدء تحرق الطبقة الزجاجية الغامقة، ثم تضاف طبقة اللون الفاتح ويتم حرقها. كما أمكن قشط الطبقة الزجاجية الغامقة ورسم الشكل المرغوب فيه قبل إدخال القطعة في الفرن. وتمكن قدماء المصريين من صناعة ما يشبه أحجارا كريمة.

### استخدام مصنوعات الفيانس
استخدم المصريون القدماء «طحنت» (الفيانس) لصناعة حلى الزينة والأواني التي يحتاجها: منها أكواب وطاسات وفازات وقوارير، وأشكال آلهة، وجعران فرعوني، وحلقان، وأساور وأوشبتي ولعب أطفال، وكذلك لصناعة الأختام وألواح وبلاط عريضة لتزويق الجدران. وبعض تلك الأشكال توضع مع المتوفى في القبر، وبعض تلك الحلقان والأساور وأدوات الزينة كان الميت يلبسها بالفعل في حياته. كما كانت مصنوعات الفيانس تستخدم في المقايدة واستبدال البضائع ووجد منها في بلاد مجاورة مثل سوريا وبابل وفلسطين.

## معرض صور

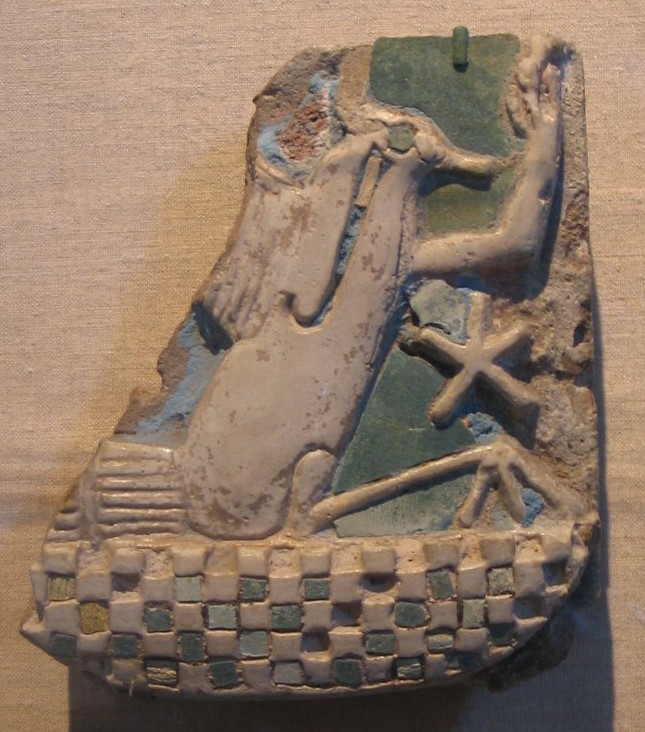
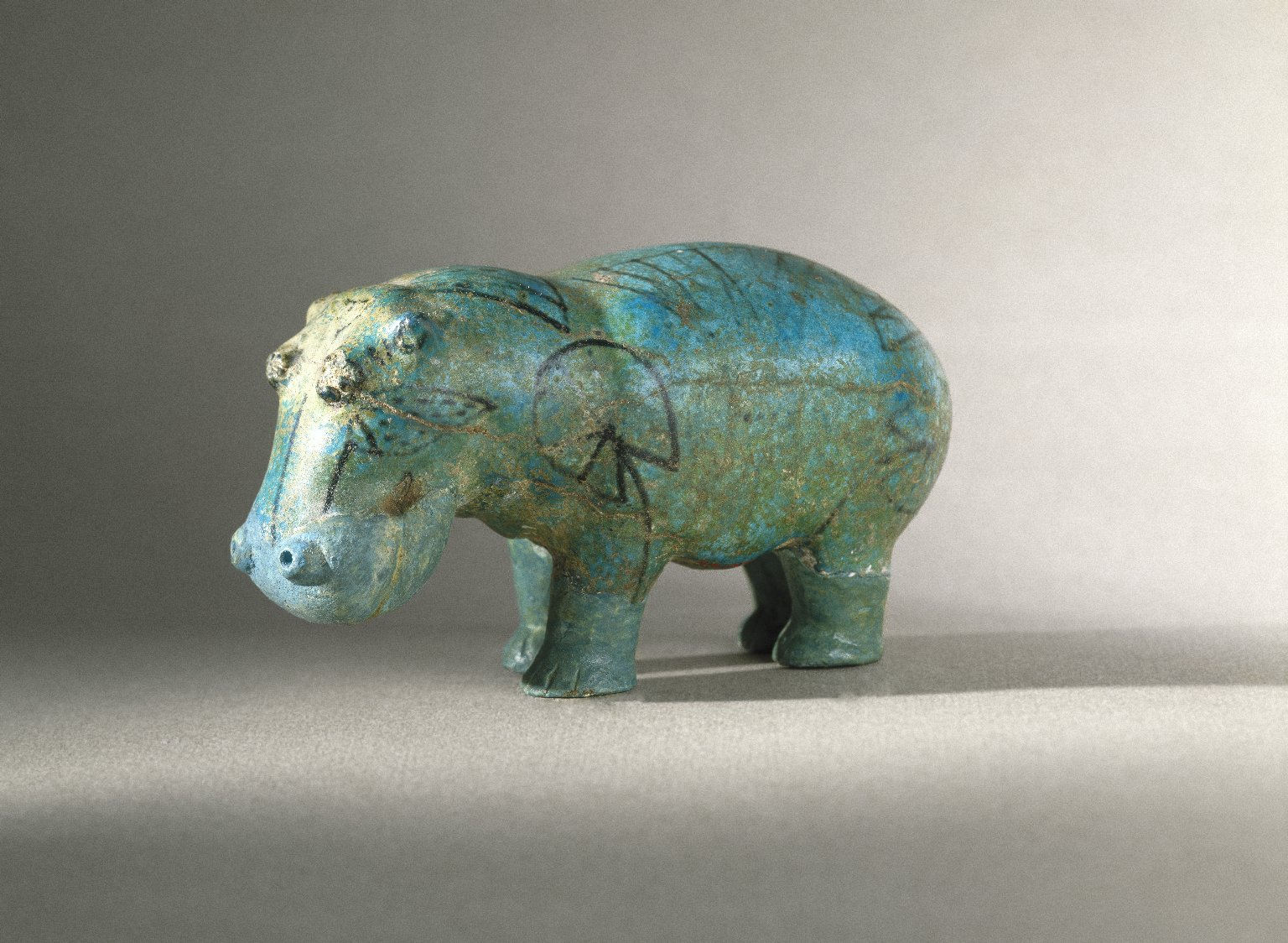
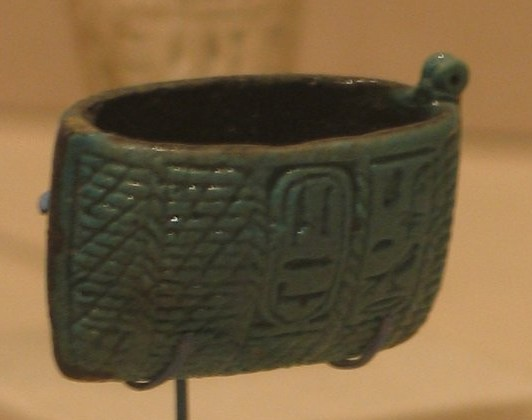
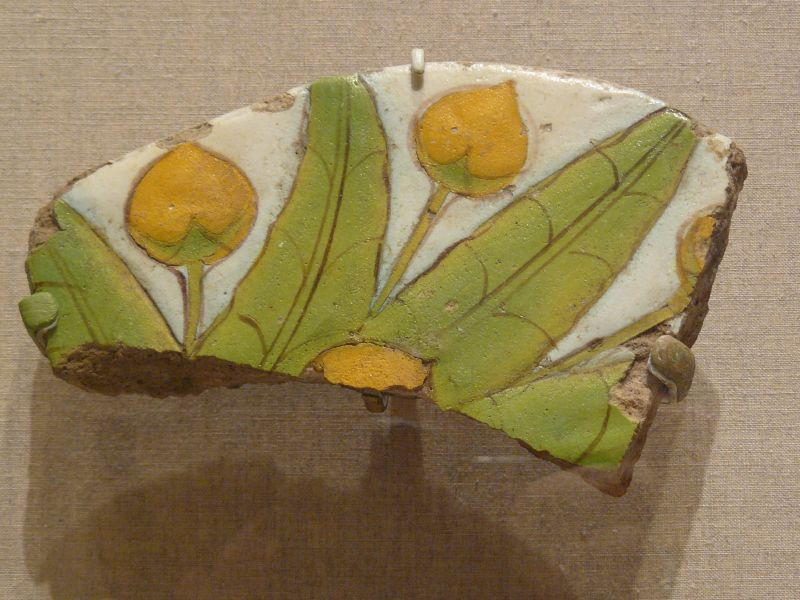
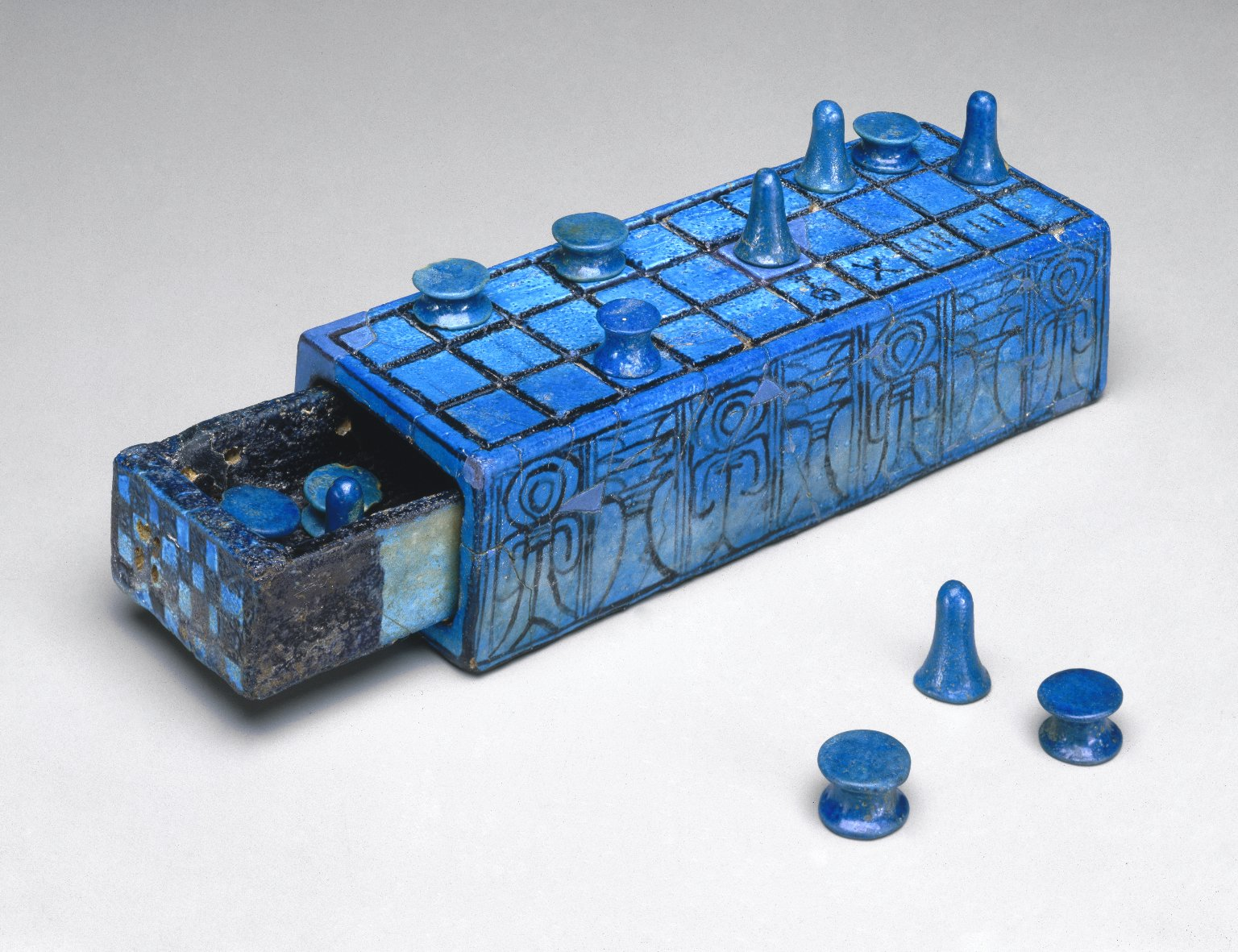
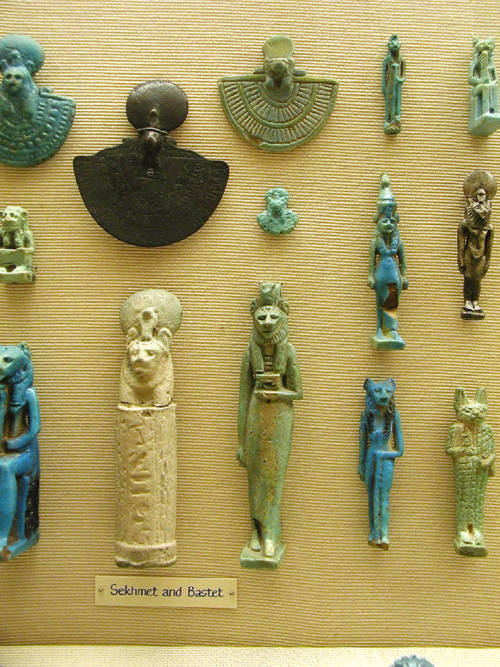

## تطورها التاريخي
|                                                         |                                                            |                                                             |
| شقفة من وعاء وعليها اسم الملك حورس-أها من الأسرة الأولى | بلاط فيانس من عهد الملك زوسر، بهرم سقارة، (الأسرة الثالثة) | جعران فرعوني ذو جناحين منفصلين (من العهد اليوناني الروماني) |